# 大関増次
大関 増次（おおぜき ますつぐ）は、戦国時代の武将。那須氏の家臣。下野国白旗城主。（現在の栃木県大田原市（旧黒羽町））
大関氏は武蔵七党・丹党流とされ、那須七騎の一つ。永正15年（1518年）、大関宗増の子として誕生。
天文11年（1542年）、かつて父・宗増の讒言によって追放された大田原資清の復讐の的とされ、増次が少人数で鷹狩りに出た隙に、資清の奇襲を受け、石井沢で戦うが敗死した。享年25。
後継者を失った父・宗増は資清の子である高増を養子に迎えざるを得なくなった。